# Sacramentarismo

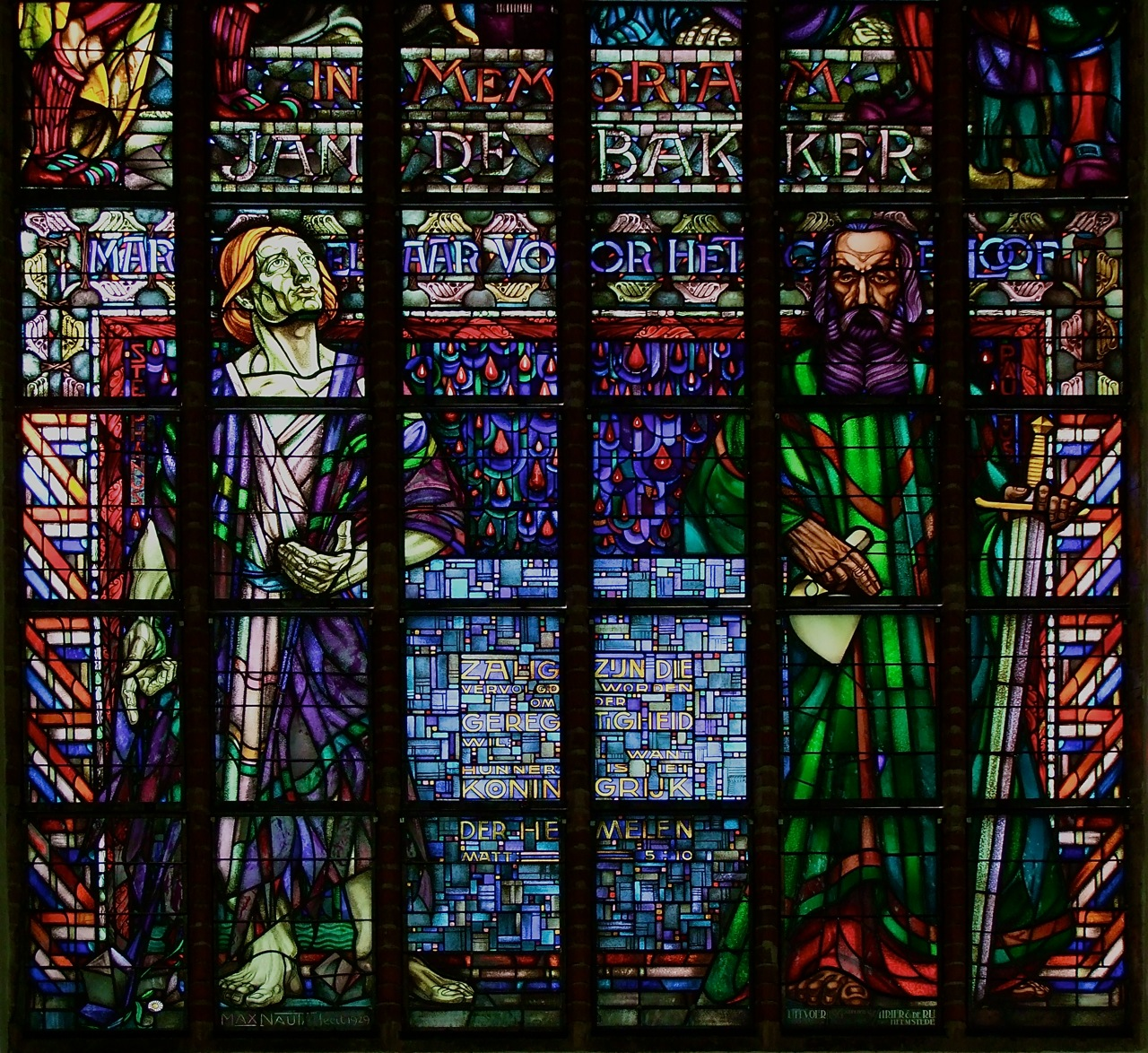
Jan de Bakker in una vetrata della Chiesa Grande dell'Aia.

Si definisce sacramentismo o sacramentarismo il movimento di opposizione, sviluppatosi nei Paesi Bassi alla fine del Medioevo, alla tradizionale teologia eucaristica e alle relative pratiche devozioni, consistente nel rifiuto della dottrina della transustanziazione e della messa intesa come ripetizione del sacrificio di Cristo, dando alla comunione, la cena del Signore, un carattere simbolico e commemorativo. 
A definire sacramentisti o sacramentari i seguaci di tale movimento furono le stesse autorità ecclesiastiche, per le quali sacramentarius era chiunque sostenesse che ogni sacramento era soltanto un segno, senza che nella cerimonia avvenisse alcuna alterazione della materia sacramentale. Anche Lutero, creatore della teoria della consustanziazione, chiamò sacramentari i suoi avversari nella controversia eucaristica che ebbe con Carlostadio, Ecolampadio, Schwenckfeld e Zwingli, quest'ultimo il più autorevole sostenitore del carattere simbolico della comunione.
Già in pieno Medioevo l'olandese Tanchelm (sec. XII) era stato a capo di un vasto movimento contro i sacramenti impartiti dai sacerdoti, ai quali rifiutava del resto ogni autorità e perciò anche il diritto di percepire le decime e qualunque altro privilegio. Alla fine del XV secolo il teologo Wessel Gansfort, formatosi alla scuola dei Fratelli della vita comune, fornì ai sacramentisti olandesi un'importante arma teorica contro la tradizionale teologia eucaristica: nel trattato De sacramento eucharistiae privilegiò la comunione interiore, ossia il ricordo del sacrificio di Cristo da parte del credente che prescinde dalla sua effettiva partecipazione alla messa. 
Nei primi anni del Cinquecento il domenicano Wouter e il sacerdote Gellius Faber (1490-1564) predicarono contro le cerimonie tradizionali. L'avvocato Cornelis Hoen, meditando l'opera di Gansfort, scrisse l'Epistola christiana admodum, nella quale sostenne che la frase evangelica sulla quale si fonda la cerimonia eucaristica, « questo è il mio corpo », deve essere intesa come « questo significa il mio corpo », così che la messa, da rito di espiazione, doveva essere trasformata nel ricordo del patto di fede tra Cristo e la comunità dei credenti. Lo scritto di Hoen fu diffuso da Hinne Rode tra i riformatori tedeschi e svizzeri e fu accolto con entusiasmo da Zwingli, che lo pubblicò e lo prese a base della sua concezione dell'eucaristia. 
Alla crescita del movimento sacramentario fece seguito la reazione dell'Inquisizione. La prima vittima fu Lauken van Moeseken, decapitato nel 1518 a Bruxelles; l'ex-prete Jan de Bakker fu bruciato a L'Aja nel 1525, mentre la prima donna a morire per la sua fede fu Wendelmoet Claesdochter, strangolata e bruciata nel 1527. Negli interrogatori dichiarò che il sacramento dell'altare era « solo pane e farina » e, riferendosi all'estrema unzione, che « l'olio è buono per l'insalata e per lucidare le scarpe ». Sul patibolo, rifiutando il crocifisso, dichiarò: « Il mio Dio e Signore non è questo. Il mio Signore è in me e io in lui ».

## Fonti
- George H. Williams, La reforma radical, Fondo de Cultura económica, Mexico, 1983 ISBN 968-16-1332-5